# Pima (Arizona)
Pima ist ein Ort im Graham County im US-Bundesstaat Arizona. Der US-Census ermittelte 2020 eine Einwohnerzahl von 2847  auf einer Fläche von 6,6 km². Die Bevölkerungsdichte liegt bei 438 Einwohnern je km². Pima liegt am Gila River. Es ist benannt nach dem Indianerstamm Pima. Durch den Ort verläuft der U.S. Highway 70.
Nahe gelegene Parks und Erholungsgebiete sind Coronado National Forest und Hot Wells Dunes.

## Persönlichkeiten
- Frank T. Mildren (1913–1990), Viersterne-General der United States Army